# Guineu voladora de Macklot
La guineu voladora de Macklot (Acerodon mackloti) és una espècie de ratpenat de la família dels pteropòdids. És endèmica d'Indonèsia. El seu hàbitat natural són els boscos i jardins situats a les zones costaneres. Està amenaçada per la desforestació i la caça.